# フジテック

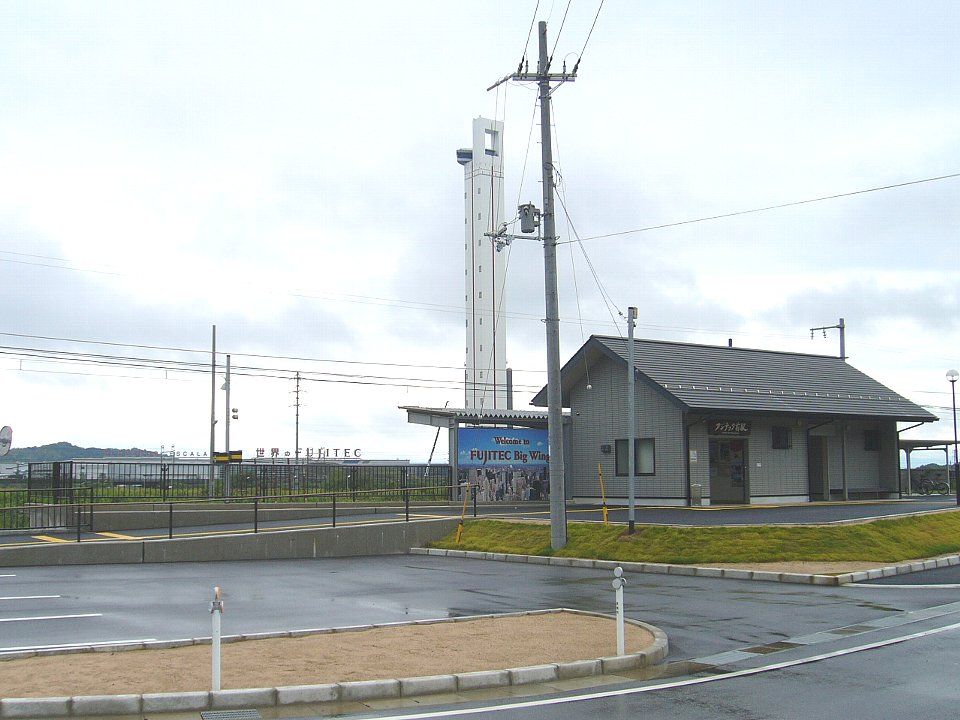
本社最寄り駅である近江鉄道本線フジテック前駅。背後にエレベーター研究塔が聳える

フジテック株式会社（英: FUJITEC CO., LTD.）は、滋賀県彦根市に本社を置くエレベーター・エスカレーターの大手専業メーカー。

## 概要
本社は滋賀県彦根市宮田町にある「ビッグウィング」（2006年（平成18年）4月3日に大阪府茨木市から移転）。
エレベーターで日本国内シェア4位。エスカレーターで5位で、近畿地方並びに西日本に本社を置くエレベーター・エスカレーターの製造会社では首位で最大手である。駅や公共施設、大型商業施設などに多数採用されている。また、早くから日本国外に進出し、世界各地に営業拠点、生産拠点を設ける。特にシンガポールや香港などで高いシェアを占めている。
工場は、日本国内では、本社のある滋賀県彦根市にエレベーター工場、兵庫県豊岡市にエスカレーター工場がある。また、日本国外では、アメリカ（オハイオ）、インド、中国（北京郊外）、台湾、香港、韓国にエレベーター工場が、中国（上海）にエスカレーター工場がある。
創業・設立は1948年（昭和23年）2月9日。創業者は内山正太郎（2003年に87歳で死去）。2022年まで社長を務めた内山高一は、正太郎の長男である。
社名やロゴが似ている富士通との関係はない。富士電機はかつては上位10位以内に入る大株主で、2023年3月末時点では上位10位から外れたものの、大口の取引先として50万株を保有しており、エレベーターやエスカレーターに使用されるモーターやインバーター制御装置などの供給を受けている。
大輪会の会員企業である。
納入場所は発祥の地である近畿地方が中心であり、ヤマダデンキやニトリの店舗には同社製のエレベーターが多数設置されている。
また、2010年頃まで同社の国内エレベーターシェアは大手中最下位の第5位であったが、2012年以降は現行主力製品であるXIOR（詳細は後述）を大規模に展開。東京都営地下鉄の中野坂上駅・本八幡駅等の関東首都圏、福岡市東区のアイランドアイ、福岡市博多区のららぽーと福岡（非接触ボタン採用）等の九州地方、また、後述の共同開発の経緯などからJR西日本の駅舎に幅広く採用されるなど日本全国でシェアを急拡大し、第4位に躍り出た。

## 沿革
- 1948年（昭和23年）- 内山正太郎が、大阪府大阪市西区に富士輸送機工業株式会社を設立。
- 1963年（昭和38年）- 大阪証券取引所2部上場。
- 1965年（昭和40年）- 大阪府茨木市に本社移転。大阪製作所が稼働開始。
- 1968年（昭和43年）- 韓国支社「フジテックコリア」設立。
- 1970年（昭和45年）- 東京証券取引所2部上場。
- 1974年（昭和49年）- フジテック株式会社に社名変更。東京証券取引所、大阪証券取引所各1部指定替え。
- 1989年（平成元年）- 豊岡製作所（現・ビッグステップ）が稼働開始。
- 1989年（平成元年）- 分社化によりフジテックフロンティア株式会社、フジテック総合施設株式会社を設立。
- 1991年（平成2年）- フジテック総合施設がフジテックエンジニアリング株式会社に社名変更。
- 1999年（平成11年）- フジテックフロンティア、フジテックエンジニアリングを吸収合併。
- 2000年（平成12年） - 滋賀製作所（現・ビッグウィング）が稼働開始。
- 2006年（平成18年） - 滋賀製作所に本社・研究開発・生産の各機能を統合し「ビッグウィング」が完成。
- 2008年（平成20年）
  - 東京本社を開設しビッグウィングとの2本社体制を構築。
  - フジテックフィールドアイ株式会社設立。
- 2010年（平成22年）
  - エスカレータ開発・生産拠点「ビッグステップ」が完成。
  - アフターマーケット拠点「ビッグフィット」が完成。
- 2012年（平成24年）- 大阪証券取引所1部上場廃止。
- 2013年（平成25年）- 東京に所有していたビルをミネベアミツミに売却[4]。
- 2017年（平成29年）
  - ビッグウィングにWING SQUARE（ウィングスクエア）が完成。
  - フジテックフィールドアイがフィールドアイ株式会社に社名変更。
- 2018年（平成30年）- 東京本社を東京都港区白金に移転。
- 2020年（令和2年）- クリエイティブスタジオをビッグウィング、東京本社、ビッグステップにそれぞれ開設。
- 2022年（令和4年）6月  - 後述の影響で内山高一が社長を退任し、会長に就任。後任として副社長を務めていた岡田隆夫が社長に就任[5][6]。
- 2023年（令和5年）
  - 2月 - 引頭麻実取締役が辞任し、臨時株主総会で山添茂取締役議長らが解任された[7][8]。
  - 3月 - 内山高一会長が解任され[9][10]、また、株主提案された取締役候補者らに妨害行為があったとして第三者委員会の設置が発表される[11]。一方、解任された内山は、オアシスに名誉棄損による損害賠償請求訴訟、フジテックの取締役会決議の無効確認訴訟、さらに同社CIOであるセス・フィッシャーとオアシス派の取締役の違法行為について株主代表訴訟を提起すると報道されている[12]。

## 機種

### エレベータ
到着アナウンスは、新機種よりもとむらみちこ・篠原恵美・荒木香衣・勝生真沙子が担当している。なお、各機種販売開始直後に設置されたエレベータは、デザインが新機種であっても、機械系統が従来品であるなどして、前機種として扱われる場合がある。これを過渡期という。（例．制御＝エクセルダイン　操作盤＝初期エリシオ　この場合、機種はエクセルダインとなる場合がある。）

#### 標準
FUJIPET-フジペット　
SUPERDYNE - スーパーダイン
1973年から販売されていた標準型エレベータの商標。ロープ式ではこの機種より交流帰還制御化。交流二段速度制御にある到着前の低速運転を無くし、運転時間を短縮した。
ROYAL SUPERDYNE - ロイヤルスーパーダイン
1978年12月 から販売されていた標準型エレベータの商標。ロープ式ではこの機種よりマイコン制御化。分速120mまでのラインナップ。
ROYAL SUPERDYNE IMPERIAL - ロイヤルスーパーダイン・インペリアル
1981年12月から販売されていた標準型エレベータの商標。速度は分速150mで、交流電流で分速150mを実用化した世界初の機種である。前機種と意匠はほぼ同じだが設置台数が非常に少ない
EXCELDYNE - エクセルダイン
1984年11月より販売されていた標準型エレベータの商標。この機種より、ロープ式ではVVVF制御となり、油圧式もマイコン制御化された。また、操作盤も袖壁に斜め45度で設置されるコーナーフィット型となった。乗り場インジケーターおよびかご内インジケーターがLED化、かご内の階数表示・矢印表示もLEDマトリクスとなり、この機種から運転中は矢印がスクロールするようになっている。
ELISIO - エリシオ
1991年3月より販売されていた標準型エレベータの商標。ロープ式では巻き上げ機にヘリカルギアを採用。前機種までは乗り場と車椅子用の操作盤にある階数表示・矢印表示は行灯式になっていたが、この機種以降はLEDマトリクスに統一された。後期以降の機種ではロゴマークが変更された他、油圧式もバルブ制御からインバータ制御に変更された。
NEW ELISIO - ニューエリシオ
1997年より販売されていたELISIOのマイナーチェンジ機種。ドア装置はリンク式からベルト式に変更された。
ECEED - エシード
1998年11月発売。この機種より機械室レス化された。意匠は前年に発売されたニューエリシオをベースにしている。なお、巻き上げ機は円筒形のものがピット下に設置されている。
ECEED-e2 - エシードe2
2001年9月発売。操作盤などのデザインが大幅に変更されたほか、この機種より最下階乗り場付近に薄型巻き上げ機が設置されるようになった。ボタンは青地で点灯色は橙色で、確認音がフジテックで初めて搭載された。
ECEED-α - エシードα
2005年1月発売。この機種よりかご内表示に液晶インジケータが採用された。ボタンは白地、文字色青、点灯色橙色の丸型に変わった。
XIOR - エクシオール
2008年4月発売。
第1世代〜第3世代はECEED-αをベースにしており、変更点としてドア周りの安全機能の強化、オートアナウンス機能が標準装備された。2009年よりプラズマクラスター（シャープ製）のイオン発生器が、2012年のモデルチェンジでは全照明にLEDが採用されたほか、走行お知らせ音（各階通過時に流れる独自のサウンド）が標準装備された。
2020年4月に発売した第4世代では、意匠およびサウンドを全面的に刷新し、新たにエレベータ専用クーラーと非接触ボタンが国内メーカでは初の標準装備となったほか、最大定格速度は分速120mに拡大された。インバウンドへの配慮からアナウンスは日本語・英語の2カ国語（緊急時は中国語・韓国語を加えた4カ国語）で行われる。
Ele Grance - エレ・グランス
2025年春に発売の新標準規格型マシンルームレス・エレベータ。乗用では従来の6人 - 15人乗りから7人 - 15人乗りに変更されている。浸水対策として従来機種ではピットにあった巻上機と制御盤を最上階に移している。
RAKUL - ラクール
2001年1月から駅舎向けに販売されている貫通式エレベータ。JR西日本テクシアとの共同開発品。マシンルームレスで、正背タイプは両開き4枚ドアである。正側タイプは正面は両開き4枚ドア、側面は両開き2枚ドアである。正背タイプは釣り合い重りを2個使用しており機械室レスタイプでは珍しいローピング比1：1を採用している。なおJR西日本テクシアと共同開発されたが故、この「RAKUL」とJR西日本テクシアが販売している「J.Slim」は仕様が共通となっており、JR西日本の駅舎にはJ.Slimが設置されている（メンテナンスはフジテックが一括して担当）。
Universal Design - ユニバーサルデザイン
2001年から2017年まで販売されていた、ユニバーサルデザインに特化したエレベータ。

#### 中低層用
EXCEL AMI - エクセルアミ
ロイヤルスーパーダインの4人乗りバージョン。駆動方式がドラムにロープを巻き付けてかごを上下する「巻胴式」、「閉」ボタンと階数表示がないほか、乗場呼びボタンも到着階の表記などは最下階のみで他の階は呼びボタンのみの設置となっているのが特徴である。
NEW EXCEL AMI - 新エクセルアミ
エクセルアミの後継機。巻胴式ヘリカル巻上機を採用。
ECEED-4 - エシード4
新エクセルアミの後継機。ギヤレス巻上機を採用、マシンルームレス化された。

EDESSE - エデッセ
エシード4の後継機。階段室型共同住宅用マシンルームレスエレベータ。エクセルアミとは異なり側壁の位置に操作盤が設置してある。

#### 家庭用
ゆとりあ
家庭用ホームエレベータ。現在は製造中止になっている。

#### オーダー型
Order ELISIO - オーダーエリシオ
XJ Series - XJシリーズ
2002年頃まで販売されていた、オーダー型エレベータの商標。後継はOrder ECEED。
SKYSALON - スカイサルーン
2000年頃発売された展望型エレベータ。
Order ECEED - オーダーエシード
2002年から2009年まで販売された、ECEED-e2,ECEED-αのオーダー型。
Order XIOR - オーダー型エクシオール
2009年から販売している、XIORの規格外エレベータで、厳密にはXIORのオーダー型仕様の位置付け。標準型XIORとはデザインやかごサイズが異なる。

#### 小荷物用
オートキャリー
小荷物専用昇降機。乗用エレベータと同時設置する場合のみ販売しており、本品のみの販売はしていない。

#### 付加機能
AirTap（エアータップ）
エレベーターの非接触押しボタン。もともとは2020年にモデルチェンジされた標準型エレベーター「エクシオール」（第4世代）のオプション仕様であったが新型コロナウイルス感染症の拡大を受け既設エレベーター（エシードα以降の機種）にも設置が可能となり、その後は通常の押しボタンと同様に設置できるよう改良された。

#### リニューアル
安全向上パッケージ
エレベータの安全対策,防災対策に重点を置いた製品で戸開走行保護装置,地震時管制運転装置+耐震補強される。
エレベータ制御リニューアル
ロープ式エレベータの乗り心地、安全性、省エネ、デザイン性を向上させるための製品。
エレベータ制御盤交換パッケージ
ロープ式油圧式両方に対応し、標準期間はロープ式は4日間、油圧式は6日間ほどと短工期である。この製品では基本、制御方式は変更されない。基本はエクシオールの操作盤とアナウンスだが、稀に在庫処理でエクシオールとエシードαのアナウンスになっている物がある。

### エスカレータ
エスカレータのアナウンスは、一部はもとむらみちこが担当している。もう片方の女性アナウンサーは不明。
GSシリーズ
2002年に発売されたグローバルスタンダードエスカレータ。
VGシリーズ
2005年に発売された日本国内向け標準型エスカレータ。
GS-NXシリーズ
2008年から発売されている、標準型エスカレータ。
Slimfit - スリムフィット
2011年から発売されている、業界最小寸法のエスカレータ
AUTOWALK - オートウォーク
動く歩道。水平タイプと12°傾斜タイプがある。

## 事故・トラブル
- 1984年（昭和59年）8月8日、ニチイ天王町店（神奈川県横浜市保土ケ谷区）に設置した（生活館ではない）油圧式エレベータで主婦1名が死亡する事故を起こしている。原因は設計の不備。事故後、エレベータは撤去され、日立ビルシステム製のものに交換された。2020年に店舗は建て替えのため解体され、建て替え後のイオン天王町ショッピングセンターのエレベータ設備は三菱電機製が起用されている。
- 2007年（平成19年）7月12日、国土交通省が、当社製のエレベータの一部で強度が不足している鋼材が使われていたと発表した。翌13日の時点では当社と鋼材を納入したJFE商事建材販売との間で見解が異なっている。
- 2006年から2010年3月期までの3年間に亘り、約2億7,000万円の申告漏れ（うち1億2,000万円は意図的な所得隠しとされた）を大阪国税局から指摘されていたことが、2012年9月に判明する[30][31]。
- 2022年（令和4年）5月、フジテックの大株主で、フジテックの株式を決裁権ベースで17.26%保有する投資ファンドの「オアシス・マネジメント・カンパニー・リミテッド」（以下、オアシス）が同社の特設サイトにて、フジテックと同社社長の内山高一を始めとする創業家との不適切な取引を告発し、株主総会において、社長の内山を退任させるキャンペーンを行った[32][33][34]。フジテックは一旦は「問題ない」との見解を出していたが、オアシス以外の株主からも批判の声が上がったほか、アメリカの議決権行使助言会社からも内山の取締役再任に反対を推奨する方針を明らかにしたことを受けて、フジテックは2022年6月23日の株主総会に諮る予定だった内山の取締役再任案を開催直前で撤回し、退任した[34][35][36]。
- 2022年（令和4年）12月1日、オアシスは臨時株主総会を招集するよう求める文書を送ったことを記者会見で明らかにした。現・岡田隆夫社長と社内取締役3名を除く、外取締役6名の退陣を求め、新たに7人の候補を示すよう要望しているという。オアシスの最高投資責任者は「議決権行使によって取締役の責任を問うという株主の基本的な権利を奪った。定時総会でも多くの株主から懸念や不満の声が聞かれた。勝算は十分ある」と主張している。[37]
- 2023年（令和5年）
  - 2月24日、オアシスが求めていた臨時株主総会における議案で、総会欠席のまま山添茂取締役会議長らが取締役を解任された。直前には引頭麻実取締役も辞任し、会社が新任取締役として提案した海部美知らの選任案も否決された一方、オアシスによる三品和広取締役らの解任議案は否決された[7][8]。
  - 3月28日、内山高一会長が解任され、また、株主提案された取締役候補者らに妨害行為があったとして第三者委員会の設置が発表される。
- 2024年（令和6年）
  - 6月12日、東京都西東京市東伏見5丁目のスーパーマーケット「オーケー東伏見店」で、地下1階のエスカレーターに80代の女性が首を挟まれた状態で発見された。その後意識不明の状態で搬送され、その後死亡が確認された。田無署によると、1階から地下1階に下りるエスカレーターで、女性は降りる間際に転倒したとみられ、手すりと床の間に首がはさまったという。女性は仰向けで倒れていた。女性は、歩行を補助する「シルバーカー」を押していたという[38]。同店は同年3月に開店した。オーケーによると、事故があったエスカレーターは開店の際に新設されたものだといい、直近の点検は5月27日で、異常はなかったという。現時点で設置、稼働、点検状況等に問題は確認されていないが、「関係当局への事故原因の調査に全面的に協力している」としている。